# Holmtjärnen (Kroppa socken, Värmland)
Holmtjärnen är en sjö i Filipstads kommun i Värmland och ingår i Göta älvs huvudavrinningsområde. Sjön är 5,5 meter djup, har en yta på 0,203 kvadratkilometer och är belägen 214 meter över havet.

## Delavrinningsområde
Holmtjärnen ingår i det delavrinningsområde (661474-142089) som SMHI kallar för Utloppet av Svartsången. Medelhöjden är 229 meter över havet och ytan är 19,7 kvadratkilometer. Räknas de 5 avrinningsområdena uppströms in blir den ackumulerade arean 40,99 kvadratkilometer. Tvärälven som avvattnar avrinningsområdet har biflödesordning 5, vilket innebär att vattnet flödar genom totalt 5 vattendrag innan det når havet efter 352 kilometer. Avrinningsområdet består mestadels av skog (77 procent). Avrinningsområdet har 2,61 kvadratkilometer vattenytor vilket ger det en sjöprocent på 13,2 procent.